# 第18回ベルリン国際映画祭
第18回ベルリン国際映画祭は1968年6月21日から7月2日まで開催された。

## 概要
1968年5月、カンヌ国際映画祭が五月革命の煽りを受けて中止になるという事態がおこり、ベルリン国際映画祭においても同様の出来事が起こるのではないかと警戒されたが、目立った抗議行動は行われなかった。金熊賞にはスウェーデン映画『Ole dole doff』が選ばれた。

## 受賞
- 金熊賞：『Ole dole doff』（ヤン・トロエル）
- 銀熊賞
  - 審査員特別賞：『生の証明』（ヴェルナー・ヘルツォーク）、『保護なき純潔』（ドゥシャン・マカヴェイエフ）、『Come l'amore』（エンツォ・ ムッツィ）
  - 監督賞：カルロス・サウラ （『ペパーミント・フラッペ』）
  - 男優賞：ジャン＝ルイ・トランティニャン （『消される男』）
  - 女優賞：ステファーヌ・オードラン （『女鹿』）

## 上映作品

### コンペティション部門
長編映画のみ記載。アルファベット順。邦題がついていない場合は原題の下に英題。
| 題名 原題                                                            | 監督                                            | 製作国                    |
| -------------------------------------------------------------------- | ----------------------------------------------- | ------------------------- |
| 白い恋人たち 13 jours en France                                      | フランソワ・レシャンバック クロード・ルルーシュ | フランス                  |
| ミラノの銀行強盗 Banditi a Milano                                    | カルロ・リッツァーニ                            | イタリア                  |
| アルジャーノンに花束を Charly                                        | ラルフ・ネルソン                                | アメリカ合衆国            |
| アンナ・マグダレーナ・バッハの年代記 Chronik der Anna Magdalena Bach | ストローブ＝ユイレ                              | 西ドイツ イタリア         |
| Come l'amore (Something Like Love)                                   | エンツォ・ムッツィ                              | イタリア                  |
| Fome de Amor (Hunger for Love)                                       | ネルソン・ペレイラ・ドス・サントス              | ブラジル                  |
| Gates to Paradise                                                    | アンジェイ・ワイダ                              | イギリス ユーゴスラビア   |
| 初恋・地獄篇                                                         | 羽仁進                                          | 日本                      |
| マフィア Il Giorno della civetta                                     | ダミアーノ・ダミアーニ                          | イタリア フランス         |
| India '67                                                            | S. Sukhdev                                      | インド                    |
| 消される男 L'homme qui ment                                          | アラン・ロブ＝グリエ                            | フランス チェコスロバキア |
| 生の証明 Lebenszeichen                                               | ヴェルナー・ヘルツォーク                        | 西ドイツ                  |
| 女鹿 Les Biches                                                      | クロード・シャブロル                            | フランス                  |
| 保護なき純潔 Nevinost bez zastite                                    | ドゥシャン・マカヴェイエフ                      | ユーゴスラビア            |
| Ole dole doff                                                        | ヤン・トロエル                                  | スウェーデン              |
| ペパーミント・フラッペ Peppermint Frappé                             | カルロス・サウラ                                | スペイン                  |
| The Ernie Game                                                       | ドン・オーウェン                                | カナダ                    |
| The Immortal Story                                                   | オーソン・ウェルズ                              | フランス                  |
| To Grab the Ring                                                     | Nikolai van der Heyde                           | オランダ                  |
| U raskoraku                                                          | Milenko Strbac                                  | ユーゴスラビア            |
| ウイークエンド Weekend                                               | ジャン＝リュック・ゴダール                      | フランス                  |

## 審査員
- ルイス・ガルシア・ベルランガ （スペイン/監督）
- ペーター・シャモーニー （西ドイツ/監督）
- アレキス・ヴィアニ (Alex Viany) （ブラジル/監督）
- Domenico Meccoli （イタリア/脚本家）
- ジョルジュ・ド・ボールガール （フランス/プロデューサー）
- アレクサンダー・ウォーカー （イギリス/批評家）
- Carl-Eric Nordberg （スウェーデン/）
- Gordon Hitchens （アメリカ/）
- Karsten Peters （西ドイツ/）